# 西ノ市温泉
西ノ市温泉（にしのいちおんせん）は、山口県下関市豊田町にある温泉。

## 泉質
鉱泉分析法指針に定める療養泉の定義にあてはまらないため、分析書（2011年検査）での泉質は「なし」となるが、メタホウ酸などの含有量により温泉法に定める温泉の条件は満たしている。 

## 周辺環境
道の駅蛍街道西ノ市にある日帰り入浴施設「蛍の湯」にて入浴が可能。周辺は豊かな自然環境に恵まれている。

## アクセス
- JR小月駅からバスで40分。